# Faiz Mohammad Katib Hazara
Faiz Mohammad Katib Hazara (in dari فیض‌محمد کاتب; Nawur, 1860 – Kabul, 3 marzo 1931) è stato uno scrittore, storico e calligrafo afghano.
Nato nel villaggio di Zar Sang era di etnica azera e apparteneva alla tribù dei Muhammad Khwaja Hazara. Fu cronista di corte in Afghanistan, noto calligrafo e segretario personale dell'emiro Habib Ullah Khan dal 1901 al 1919.

## Biografia

### I primi anni
Kateb trascorse gli anni della sua giovinezza nel distretto di Qarabagh, studiando l'arabo ed il Corano grazie ad un mullah locale. Nel 1880 con la sua famiglia si spostò prima nel distretto di Nawur e poi a Qandahar. Nel 1887 compì un viaggio di un anno recandosi a Lahore ed a Peshawar, studiando l'inglese e la lingua Urdu. Si recò anche Jalalabad nel 1888 ed ebbe modo di visitare gli uffici dell'amministrazione dell'emiro afghano Abdur Rahman Khan.

### Al servizio dell'emiro
Kateb venne notato dall'emiro che lo assunse fra i collaboratori del suo primogenito, Habibullah Khan, su raccomandazione di uno dei suoi precettori, Mullah Sarwar Ishaq'zai. Kateb accompagnò il principe da Kabul a Jalalabad nel 1893-1894. Nel 1896 seguì il figlio minore di Habib Ullah, il principe Nasr Ullah Khan, nel suo viaggio in Inghilterra per una visita di stato, ed a lui venne riservata la stesura dei resoconti ufficiali.
Durante il regno di Habib Ullah, Kateb venne coinvolto, per quanto sommariamente, nel movimento dei Giovani Afghani guidato da Mahmud Tarzi. Si disse che era lui il responsabile della pubblicazione del giornale riformista di Tarzi Siraj al-Akbar, come pure di tre altri giornali, Anis, Ḥayy alal-falah e Aina-ye Irfan. Dopo l'assassinio del suo patrono nel 1919, Kateb lavorò per qualche tempo al ministero dell'educazione afghano alla revisione dei testi scolastici. Qualche tempo dopo venne nominato insegnate al liceo Habibia di Kabul.
Durante il regno di Aman Ullah Khan (1919–29), l'ambasciatore persiano a Kabul, Sayyed Mahdi Farrokh, che compilò un libretto "chi è chi" dei principali afghani della sua epoca, descrisse Kateb come devoto musulmano, molto stimato dalla comunità di Kabul e tra i membri della sua tribù, gli azeri, e lo reputò una fonte importante per la missione persiana sugli accadimenti della capitale.
Nel 1929, il fuorilegge tagico Habib Ullah Kalakani riuscì a scacciare Aman Ullah Khan e a prendere il controllo di Kabul per nove mesi (gennaio-ottobre 1929). Durante questo periodo di tumulti, Kateb, che viveva prevalentemente in città, mantenne un diario dettagliato degli accadimenti con l'intento di pubblicare poi una monografia dal titolo Kitab-e Tadakoor-e Enqilab che iniziò a redigere poco dopo la caduta di Habib Ullah Kalakani.
Durante l'occupazione, Kateb venne costretto a prendere parte alla delegazione inviata da Kalakani a negoziare coi gruppi azeri che si opponevano ai tagichi ed al nuovo emiro. Secondo il suo resoconto, riuscì a sovvertire i piani di Kalakani ed a far fallire la missione. Ma pagò un alto prezzo per questo, assieme al capo missione Noor al-Din Agha: entrambi vennero condannati a morte. Kateb sopravvisse alla morte dopo l'esecuzione solo perché venne salvato da un collega. L'ambasciata persiana a Kabul, sotto le direttive di Reza Shah, inviò dei medici dove si trovava perché venisse curato. Si riprese abbastanza da poter viaggiare l'anno successivo a Tehran, dove dovette subire ulteriori trattamenti medici. Dopo meno di un anno trascorso in Persia, tornò a Kabul, dove morì il 3 marzo 1931, all'età di 68 anni.

## Pubblicazioni
Kateb è noto soprattutto per il suo ruolo di storiografo dell'Afghanistan. Durante il regno di Habib Ullah, accettò l'incarico di scrivere una storia completa dell'Afghanistan dal regno di Ahmad Shah in poi, sino al regno di Habib Ullah Khan. La prima versione fu una storia dell'Afghanistan dal titolo Tohfat ul-Habib (Il dono di Ḥabib) scritta in onore dell'emiro, ma ad Habib Ullah Khan non piacque e pertanto Kateb fu costretto a riprendere e modificare l'intero lavoro. La versione rivista si articolò in tre volumi dal titolo Siraj al-Tawarikh (La lampada della storia). Anche questa versione dell'opera ebbe problemi di pubblicazione ed in particolare il terzo volume non venne mai dato alle stampe. Il terzo volume impiegò molto più tempo per essere preparato e venne completato solo dopo la morte di Habib Ullah Khan. Secondo alcuni la pubblicazione del terzo volume fermata a pagina 1240 era dovuta a ragioni politiche. Il successore di Habib Ullah Khan, Aman Ullah Khan, inizialmente si dimostrò interessato all'opera e la stampa sembrò essere riavviata a metà degli anni '20, ma quando l'emiro rivide la parte relativa alle relazioni anglo-afghane, cambiò idea e ritirò l'autorizzazione a procedere con le stampe. Malgrado questa reazione, Kateb continuò a lavorare alla sua opera. Il manoscritto della parte restante del terzo volume venne terminato, conservato dal figlio di Kateb e donato  all'archivio di stato afghano alla sua morte.
Oltre a Siraj al-Tawrikh, Kateb scrisse anche le seguenti opere:
- Tuhfatul Habib' storia afghana (1747–1880), in due volumi.
- Tazkeratul Enqilaab resoconto dei giorni di Habibullah, Bacha-e Saqaw
- Storia di antichi profeti e governanti, storia del mondo da Adamo a Gesù
- Hidāyat-i kisht-i gul-hā va qalamah-hā va ḥubūbāt va ghayrah (1921–1922)
- Jughrāfiyā-yi ṭabʻī va Afrīqā
- Tarikh-e Hokama-ye Motaqaddem, compilato mentre lavorava al ministero dell'educazione;
- Fayz al-Foyuzat, opera frammentaria, chiamata anche Trattati ed accordi afghani (ʿahd wa misaq-e afghan) che venne pubblicata all'interno dell'opera di Sayyed Mahdi Farrokh dal titolo Tarikh-e Siasi-ye Afghanistan (Tehran, 1935);
- Faqarat-e Sharʿiya, opera di cui non sono rimaste copie
- Nasab-nama-ye Tawaʾef-e afghena wa taʿaddod-e nofus-e ishan, nota anche come Nijhad-nama-ye Afghan, descrizione delle tribù afghane e non afghane residenti in Afghanistan. Il Nijhad-nama venne pubblicato in Persia nel 1933 derivandolo da un manoscritto autografo oggi conservato al Kitab Khana-ye Milli-ye Malik di Tehran.[13]